# Hermann Dießelhorst
Hermann Georg Heinrich Dießelhorst (* 1. Dezember 1870 in Peine; † 22. Februar 1961 in Braunschweig) war ein deutscher Physiker und o. Professor an der Technischen Hochschule Braunschweig.

## Leben
Nach dem Besuch der höheren Stadtschule seiner Heimatstadt wechselte Dießelhorst an das Königliche Andreas-Realgymnasium nach Hildesheim, wo er 1890 sein Abitur ablegte. Anschließend studierte er zunächst Maschinenbau an der TH Charlottenburg, wechselte aber später zu Mathematik und Physik an den Universitäten Berlin und München. In Berlin beendete er dieses Studium mit der Promotion zum Dr. phil.
Nach Tätigkeiten an der Physikalisch-Technischen Reichsanstalt (PTR) in Berlin wurde Dießelhorst 1910 zum ordentlichen Professor an die TH Braunschweig berufen. Nach 1933 geriet er, 1918 bis 1933 Mitglied der DDP, des Öfteren in Konflikt mit den nationalsozialistischen Machthabern, was ihm ein Disziplinarverfahren einbrachte. 1935 wurde er regulär nach Erreichen der Altersgrenze emeritiert. Sein Nachfolger wurde Günther Cario.
Seit 1944 war er Mitglied der Braunschweigischen Wissenschaftlichen Gesellschaft.

## Ehrungen
- Ehrensenator der TH Braunschweig
- Großes Bundesverdienstkreuz (10. November 1954)[1]
- Dießelhorststraße im Kanzlerfeld

## Werke (Auswahl)
- Über das Potential von Kreisströmen mit einer Anwendung auf das Helmholtzsche Elektrodynamometer. Dissertation. Berlin 1896.
- Magnetische Felder und Kräfte mit einer Übersicht über die Vektorenrechnung. Sonderausgabe des Beitrages „Elektrodynamik“ aus dem Handbuch der Elektrizität und des Magnetismus. (Band IV, 1920). Barth, Leipzig 1939, 215 S.
- Wärmeleitung. In: Enzyklopädie der mathematischen Wissenschaften. 1904 (zusammen mit Ernest William Hobson)